# لوتين
لوتين (/ˈluːti.[invalid input: 'ɨ']n/ أو /ˈluːtiːn/; fromلغة لاتينية luteus يعني "الصفراء") هو كزانتوفيل واحدة من 600 المعروفة التي تتواجد بشكل طبيعي ككاروتينات. لوتين يتم تصنيعه فقط من النباتات مثل الزانزوفيللات الأخرى التي توجد بكميات عالية في الخضروات الورقية الخضراء مثل السبانخ، الكالي والجزر الأصفر. في النباتات الخضراء، الزانزوفيللات تعمل على تعديل الطاقة الضوئية وتكون بمثابة عوامل تبريد غير الضوئية للتعامل مع الكلوروفيل الثلاثي , وهو شكل (مثار للكلوروفيل)، الذي ينتج بكميات كبيرة عند مستويات الضوء العالية جدا، خلال عملية التمثيل الضوئي. انظر كزانتوفيل لهذا الموضوع.
يتم الحصول على اللوتين من قبل الحيوانات وبطريقة مباشرة أو غير مباشرة، من النباتات. اللوتين هو على ما يبدو[بحاجة لمصدر]التي تستخدمها الحيوانات باعتبارها مضادات للأكسدة ولإمتصاص الضوء الأزرق . تم العثور على اللوتين في صفار البيض والدهون الحيوانية. بالإضافة إلى تلوين بالأصفر، لوتين يسبب اللون الأصفر لجلد الدجاج والدهون، ويستخدم في تغذية الدجاج لهذا الغرض.يتراكم اللوتين بشبكية العين البشرية و زياكسانثين.ويسود الأخير في ماكيولا لوتى وهي بقعة صفراء بيضاوية الشكل ذات صبغة قوية للغاية بالقرب من مركز شبكية العين البشرية. بينما يسود اللوتين في مكان ما في الشبكية. هناك، قد يكون بمثابة عامل يحمى من أثر الضوء لشبكية العين من الآثار الضارة للجذور الكيميائية التي ينتجها الضوء الأزرق.
التماكب الفراغي الطبيعي الرئيسي للوتين تماكب ضوئي- بيتا، إبسيلون كاروتين3,3&رئيس؛-ديول.
لوتين هو جزيء محب للدهن وغير قابل للذوبان في الماء عموما. وجود سلسلة روابط حاملة للون مزدوجة مترافقة (بوليين ) لفترة طويلة يوفر خصائص امتصاص ضوئية مميزة. سلسلة بولين هي عرضة للتدهور التأكسدي من الضوء أو الحرارة وغير مستقرة كيميائيا بالنسبة للأحماض.
اللوتين موجود في النباتات وإسترات الأحماض الدهنية، مع واحد أو اثنين من الأحماض الدهنية مرتبطة إلى اثنين من مجموعات الهيدروكسيل . لهذا السبب، فإن التصبن (دي أو إزالة حالة الأسترة) للوتين إستر لانتاج لوتين الحرة قد تسفر في أي نسبة 1:01 حتي 01:02 نسبة المولي مع تصبن الحامض الدهني .
لوتين هو متماكب IC مع زياكسانثين، ويختلف فقط في موضع رابطة مزدوجة واحدة.

## كصبغة
هذا زانثوفيل، مثل المركب الشقيق زياكسانثين ، قد استخدمت في المقام الأول باعتباره عامل لونى طبيعي نظرا لزوج الألوان البرتقالي والأحمر اللوتين يمتصان الضوء الأزرق وبالتالي يظهر الأصفر في تركيزات منخفضة والبرتقالي والأحمر في تركيزات عالية.
```
لوتين كان يستخدم تقليديا في تغذية 
الدجاج
 لتحسين لون 
الفروج
 جلد الدجاج. المستهلكين الذين شملهم الاستطلاع أكدوا أن جلد الدجاج الأصفر أكثر إيجابية من جلد الدجاج الأبيض. النتائج مثل هذا التركيز الغذائى من اللوتين يسهم أيضا في إعطاء 
صفار البيض
 أكثر صفارا. اليوم تلوين صفار البيض أصبح السبب الرئيسي لإغناء الأعلاف. لا يستخدم لوتين باعتباره 
ملونا
 للأطعمة الأخرى نظرا لمحدودية الإستفرار الكيمائى خاصة في وجود الأصباغ الأخرى.
```

## دور لوتين في العين البشرية
تم العثور على اللوتين متمركزا في بقعة الشبكية، وهي منطقة صغيرة من الشبكية المسؤولة عن الرؤية المركزية. فرضية للتركيز الطبيعي هو أن اللوتين يساعد على إبقاء العينين في مأمن من الاكسدة والفوتونات ذات الطاقة العالية للضوء الأزرق. وقد أظهرت الدراسات البحثية المختلفة أنه توجد علاقة مباشرة بين تناول اللوتين وفعل التصبغ في العين.
اللوتين قد يلعب دورا في فرشاة هايدينغر ، وهو ظاهرة داخل العين التي تسمح بالكشف عن الضوء المستقطب لدى البشر.

### الضمور البقعي
تظهر العديد من الدراسات التي أثبتت أن زيادة التصبغ البقعي يقلل من خطورة أمراض العيون مثل الضمور البقعي المرتبط بالعمر(AMD). كانت التجارب السريرية العشوائية فقط قد أثبتت وجود دراسة صغيرة ، عن فائدة اللوتين في الضمور البقعي والذي خلص الباحثون أنه وظيفة بصرية تؤدى لتحسن لوتين وحده أو مع غيره من المواد الغذائية، وكذلك هناك حاجة إلى مزيد من الدراسة.

## القيمة التجارية
يتم تجزئة السوق الخاص باللوتين إلى الأدوية , والتغذية والمواد الغذائية , وأغذية الحيوانات الأليفة، والعلف الحيواني والسمكي. 
- ويقدر حجم سوق الأدوية أن يكون حول الولايات المتحدة 190 مليون دولارا، التغذية والغذاء يقدران بنحو حوالي 110 مليون دولار أمريكي.
- تقدر أطعمة الحيوانات المنزلية وغيرها من التطبيقات بنحو 175 مليون دولار أمريكي سنويا.

وبصرف النظر عن التطبيقات المعتادة حول الضمور البقعي المرتبط بالعمر، أحدث التطبيقات الناشئة في مستحضرات التجميل، والجلود، وبوصفها من مضادات الأكسدة. وهي واحدة من أسرع المناطق نموا في سوق الكاروتينويدات حيث تقدر بنحو 2 مليار دولار.

## الروابط الخارجية
- Lutein Information Bureau نسخة محفوظة 31 ديسمبر 2013 على موقع واي باك مشين.